# Copa de Alemania 1996-97
La Copa de Alemania 1996-97 fue la 54.ª edición del torneo de copa de fútbol más importante de Alemania que se jugó del 9 de agosto de 1996 al 16 de junio de 1997 y que contó con la participación de 64 equipos.
El VfB Stuttgart venció al Energie Cottbus en la final jugada en el Olympiastadion para ganar su tercer título de copa.

## Resultados

### Primera Ronda
| 9-8-1996               |     |                          |                |
| 1. FC Nürnberg         | 1-0 | 1. FSV Mainz 05          |                |
| 10-8-1996              |     |                          |                |
| Hamburger SV II        | 1-3 | Arminia Bielefeld        |                |
| FC Bremerhaven 1899    | 2-3 | Karlsruher SC            |                |
| Hansa Rostock          | 2-5 | FC Schweinfurt 05        |                |
| SV Bonlanden           | 2-4 | VfL Bochum               | (t.e.)         |
| Rot-Weiß Oberhausen    | 1-4 | FC St. Pauli             |                |
| Tennis Borussia Berlin | 0-3 | FC Bayern München        |                |
| FV Donaueschingen      | 1-3 | 1. FC Köln               |                |
| Bayer Leverkusen II    | 1-3 | MSV Duisburg             | (t.e.)         |
| SpVgg Greuther Fürth   | 1-0 | 1. FC Kaiserslautern     |                |
| Kickers Emden          | 1-3 | Fortuna Düsseldorf       |                |
| VfR Mannheim           | 0-2 | Borussia Mönchengladbach |                |
| VfB Stuttgart          | 0-0 | Fortuna Köln             | (t.e.) (4-1 p) |
| KFC Uerdingen 05       | 0-2 | SC Freiburg              |                |
| Greifswalder SC 1926   | 0-3 | SpVgg Unterhaching       |                |
| Borussia Neunkirchen   | 1-1 | VfB Leipzig              | (hu) (5-4 p)   |
| Wacker Nordhausen      | 1-5 | TSV 1860 München         |                |
| 11-8-1996              |     |                          |                |
| Lok Altmark Stendal    | 1-5 | Hertha BSC Berlin        |                |
| SSV Ulm 1846           | 0-2 | FC Schalke 04            |                |
| SG Wattenscheid 09     | 4-3 | Borussia Dortmund        | (t.e.)         |
| TuS Paderborn-Neuhaus  | 1-3 | Hamburger SV             |                |
| Chemnitzer FC          | 0-1 | SV Waldhof Mannheim      |                |
| FSV Salmrohr           | 1-3 | VfB Oldenburg            |                |
| Hannover 96            | 1-0 | FC Gütersloh             |                |
| SV Wehen               | 1-2 | VfB Lübeck               |                |
| VfB Leipzig II         | 0-4 | VfL Wolfsburg            |                |
| Karlsruher SC II       | 2-0 | FC Carl Zeiss Jena       |                |
| Holstein Kiel          | 2-4 | Eintracht Frankfurt      |                |
| TSG Pfeddersheim       | 1-2 | FSV Zwickau              |                |
| SV Werder Bremen       | 1-1 | Bayer Leverkusen         | (t.e.) (5-3 p) |
| FC Energie Cottbus     | 1-0 | Stuttgarter Kickers      | (t.e.)         |
| SSV 1921 Vorsfelde     | 0-2 | SV Meppen                |                |

### Segunda Ronda
| 31-8-1996                |     |                     |                |
| Karlsruher SC            | 2-0 | Hansa Rostock       |                |
| MSV Duisburg             | 0-1 | VfB Lübeck          | (t.e.)         |
| Borussia Neunkirchen     | 1-3 | FC St. Pauli        |                |
| SV Meppen                | 6-1 | Eintracht Frankfurt |                |
| FC Energie Cottbus       | 1-0 | VfL Wolfsburg       |                |
| SpVgg Greuther Fürth     | 2-1 | 1. FC Nürnberg      |                |
| 1-9-1996                 |     |                     |                |
| FSV Zwickau              | 3-1 | 1. FC Köln          | (t.e.)         |
| Karlsruher SC II         | 0-0 | SG Wattenscheid 09  | (t.e.) (4-2 p) |
| 17-9-1996                |     |                     |                |
| VfB Oldenburg            | 1-2 | SV Werder Bremen    |                |
| 18-9-1996                |     |                     |                |
| Arminia Bielefeld        | 0-1 | SpVgg Unterhaching  |                |
| 1-10-1996                |     |                     |                |
| Fortuna Düsseldorf       | 1-4 | Hamburger SV        |                |
| FC Schalke 04            | 2-3 | VfL Bochum          |                |
| SV Waldhof Mannheim      | 0-1 | SC Freiburg         |                |
| Hannover 96              | 2-4 | TSV 1860 München    |                |
| Hertha BSC Berlin        | 1-1 | VfB Stuttgart       | (t.e.) (4-5 p) |
| 2-10-1996                |     |                     |                |
| Borussia Mönchengladbach | 1-2 | FC Bayern München   |                |

### Tercera Ronda
| 22 de octubre de 1996 | 1860 Munich   | 1 – 2   | Hamburger SV            | Grünwalder Stadium, Munich                                  |                                                             |
|                       | Borimirov 68' | Reporte | Schopp 65' · Schupp 80' | Asistencia: 15 500 espectadores Árbitro(s): Bernd Heynemann | Asistencia: 15 500 espectadores Árbitro(s): Bernd Heynemann |

| 22 de octubre de 1996 | FC St. Pauli | 1 – 0   | SpVgg Unterhaching | Stadion am Millerntor, Hamburg                                  |                                                                 |
|                       | Pisarev 73'  | Reporte |                    | Asistencia: 12 000 espectadores Árbitro(s): Wolfgang Friedrichs | Asistencia: 12 000 espectadores Árbitro(s): Wolfgang Friedrichs |

| 22 de octubre de 1996 | SC Freiburg                         | 2 – 1   | SV Meppen  | Dreisamstadion, Friburgo                           |                                                    |
|                       | Decheiver 72' (pen.) · Spanring 86' | Reporte | Thoben 53' | Asistencia: 14 000 espectadores Árbitro(s): Wagner | Asistencia: 14 000 espectadores Árbitro(s): Wagner |

| 22 de octubre de 1996 | Karlsruher SC II | 0 – 1   | VfL Bochum | Wildparkstadion, Platz 2, Karlsruhe                      |                                                          |
|                       |                  | Reporte | Közle 66'  | Asistencia: 3000 espectadores Árbitro(s): Christian Wack | Asistencia: 3000 espectadores Árbitro(s): Christian Wack |

| 23 de octubre de 1996 | Energie Cottbus                                | 2 – 2 (t. s.)(5–4 p.)      | MSV Duisburg                               | Stadion der Freundschaft, Cottbus                      |                                                        |
|                       | Konetzke 67' · Melzig 96'                      | Reporte                    | Wohlert 89' · Bičanić 99'                  | Asistencia: 8000 espectadores Árbitro(s): Uwe Kemmling | Asistencia: 8000 espectadores Árbitro(s): Uwe Kemmling |
|                       |                                                | Tiros desde el punto penal |                                            |                                                        |                                                        |
|                       | Jesse · Benken · Zöphel · Kronhardt · Woltmann |                            | Hirsch · Bičanić · Anders · Marin · Kienle |                                                        |                                                        |

| 23 de octubre de 1996 | SpVgg Greuther Fürth | 1 – 3   | Karlsruher SC                             | Sportpark Ronhof, Fürth                                           |                                                                   |
|                       | Dürr 89' (pen.)      | Reporte | Reich 2' · Dundee 14' · Probst 65' (o.g.) | Asistencia: 11 800 espectadores Árbitro(s): Lutz Pohlmann (Felde) | Asistencia: 11 800 espectadores Árbitro(s): Lutz Pohlmann (Felde) |

| 23 de octubre de 1996 | VfB Stuttgart                 | 2 – 0   | FSV Zwickau | Gottlieb-Daimler-Stadion, Stuttgart                       |                                                           |
|                       | Giovane Élber 36' · Bobic 81' | Reporte |             | Asistencia: 10 500 espectadores Árbitro(s): Jürgen Jansen | Asistencia: 10 500 espectadores Árbitro(s): Jürgen Jansen |

| 12 de noviembre de 1996 | Bayern Munich                 | 3 – 1   | Werder Bremen | Olympiastadion, Munich                                     |                                                            |
|                         | Klinsmann 45' 89' · Ziege 65' | Reporte | Bode 13'      | Asistencia: 32 000 espectadores Árbitro(s): Georg Dardenne | Asistencia: 32 000 espectadores Árbitro(s): Georg Dardenne |

### Cuartos de final
| 12 de noviembre de 1996 | Energie Cottbus                                             | 0 – 0 (t. s.)(5–4 p.)      | FC St. Pauli                                                  | Stadion der Freundschaft, Cottbus                         |                                                           |
|                         |                                                             | Reporte                    |                                                               | Asistencia: 12 400 espectadores Árbitro(s): Jürgen Jansen | Asistencia: 12 400 espectadores Árbitro(s): Jürgen Jansen |
|                         |                                                             | Tiros desde el punto penal |                                                               |                                                           |                                                           |
|                         | Wenschlag · Zöphel · Benken · Woltmann · Zimmerling · Jesse |                            | Scharping · Springer · Trulsen · Sobotzik · Bochtler · Scherz |                                                           |                                                           |

| 13 de noviembre de 1996 | Hamburger SV             | 2 – 1   | VfL Bochum | Volksparkstadion, Hamburg                                         |                                                                   |
|                         | Schopp 39' · Cardoso 82' | Reporte | Közle 63'  | Asistencia: 17 200 espectadores Árbitro(s): Lutz Michael Fröhlich | Asistencia: 17 200 espectadores Árbitro(s): Lutz Michael Fröhlich |

| 13 de noviembre de 1996 | SC Freiburg                               | 1 – 1 (t. s.)(2–4 p.)      | VfB Stuttgart                      | Dreisamstadion, Friburgo                                   |                                                            |
|                         | Spanring 62'                              | Reporte                    | Bobic 48'                          | Asistencia: 22 500 espectadores Árbitro(s): Herbert Fandel | Asistencia: 22 500 espectadores Árbitro(s): Herbert Fandel |
|                         |                                           | Tiros desde el punto penal |                                    |                                                            |                                                            |
|                         | Schmadtke · Spanring · Decheiver · Sutter |                            | Verlaat · Soldo · Foda · Wohlfahrt |                                                            |                                                            |

| 19 de febrero de 1997 | Karlsruher SC | 1 – 0   | Bayern Munich | Wildparkstadion, Karlsruhe                                    |                                                               |
|                       | Fink 21'      | Reporte |               | Asistencia: 33 000 espectadores Árbitro(s): Hans-Jürgen Weber | Asistencia: 33 000 espectadores Árbitro(s): Hans-Jürgen Weber |

### Semifinales
| 15 de abril de 1997 | Energie Cottbus                            | 3 – 0   | Karlsruher SC | Stadion der Freundschaft, Cottbus                       |                                                         |
|                     | Kronhardt 64' · Irrgang 68' · Konetzke 82' | Reporte |               | Asistencia: 21 000 espectadores Árbitro(s): Alfons Berg | Asistencia: 21 000 espectadores Árbitro(s): Alfons Berg |

| 16 de abril de 1997 | VfB Stuttgart               | 2 – 1   | Hamburger SV | Gottlieb-Daimler-Stadion, Stuttgart                        |                                                            |
|                     | Balakov 15' · Schneider 60' | Reporte | Hartmann 19' | Asistencia: 48 000 espectadores Árbitro(s): Georg Dardenne | Asistencia: 48 000 espectadores Árbitro(s): Georg Dardenne |

### Final
| 14 de junio de 1997 | VfB Stuttgart | 2–0     | Energie Cottbus | Olympiastadion, Berlin                                      |                                                             |
|                     | Élber 18' 52' | Reporte |                 | Asistencia: 76 400 espectadores Árbitro(s): Edgar Steinborn | Asistencia: 76 400 espectadores Árbitro(s): Edgar Steinborn |

| VfB Stuttgart | Energie Cottbus |

| ARQ          | 1  | Franz Wohlfahrt    |            |     |
| DEF          | 5  | Frank Verlaat      |            |     |
| DEF          | 8  | Marco Haber        | Amonestado |     |
| DEF          | 4  | Thomas Berthold    |            |     |
| DEF          | 7  | Matthias Hagner    |            | 70' |
| DEF          | 3  | Thorsten Legat     |            |     |
| MED          | 20 | Zvonimir Soldo     | Amonestado |     |
| MED          | 16 | Gerhard Poschner   |            |     |
| MED          | 10 | Krasimir Balakov   |            |     |
| DEL          | 9  | Giovane Élber      |            | 89' |
| DEL          | 11 | Fredi Bobic        |            | 81' |
| Substitutos: |    |                    |            |     |
| ARQ          | 25 | Marc Ziegler       |            |     |
| DEF          | 14 | Thomas Schneider   |            | 70' |
| MED          | 12 | Danny Schwarz      |            | 89' |
| MED          | 21 | Sébastien Fournier |            |     |
| MED          | 22 | Andreas Buck       |            |     |
| DEL          | 15 | Radosław Gilewicz  |            | 81' |
| DEL          | 35 | Sreto Ristić       |            |     |
| Entrenador:  |    |                    |            |     |
| Joachim Löw  |    |                    |            |     |

| ARQ          | 1  | Kay Wehner          |            |     |
| DEF          | 3  | Thomas Hoßmang      |            |     |
| DEF          | 4  | Sven Benken         |            |     |
| DEF          | 5  | Jens Melzig         | Amonestado |     |
| DEF          | 7  | Ingo Schneider      |            | 65' |
| DEF          | 14 | Jörg Woltmann       |            | 81' |
| MED          | 21 | Willi Kronhardt     |            |     |
| MED          | 8  | Jens-Uwe Zöphel     |            |     |
| MED          | 6  | Detlef Irrgang      |            |     |
| DEL          | 17 | Frank Seifert       |            | 65' |
| DEL          | 9  | Toralf Konetzke     |            |     |
| Substitutos: |    |                     |            |     |
| ARQ          | 31 | Edmund Rottler      |            |     |
| DEF          | 23 | Kay Wenschlag       |            |     |
| MED          | 12 | Igor Lazić          |            | 65' |
| MED          | 15 | Michael Hennig      |            |     |
| MED          | 16 | Lars Mebus          |            |     |
| MED          | 24 | Moses Enguelle      |            | 81' |
| DEL          | 11 | Matthias Zimmerling |            | 65' |
| Entrenador:  |    |                     |            |     |
| Eduard Geyer |    |                     |            |     |